# Petersdorf (Beieren)
Petersdorf is een plaats en gemeente in de Duitse deelstaat Beieren, en maakt deel uit van het Landkreis Aichach-Friedberg.
Petersdorf telt 1.698 inwoners.
Adelzhausen ·
Affing ·
Aichach ·
Aindling ·
Baar ·
Dasing ·
Eurasburg ·
Friedberg ·
Hollenbach ·
Inchenhofen ·
Kissing ·
Kühbach ·
Merching ·
Mering ·
Obergriesbach ·
Petersdorf ·
Pöttmes ·
Rehling ·
Ried ·
Schiltberg ·
Schmiechen ·
Sielenbach ·
Steindorf ·
Todtenweis